# Hebertshausen
Hebertshausen község (németül: gemeinde) Németországban, Bajorország déli részén.

## Fekvése
A Dachaui-láp és a Duna-Isar-dombvidék határán fekszik.
A községet tizenöt település alkotja: Ampermoching, Deutenhofen, Gänsstall, Goppertshofen, Hackenhof, Hackermoos, Hebertshausen, Kaltmühle, Lotzbach, Oberweilbach, Prittlbach, Reipertshofen, Sulzrain, Unterweilbach és Walpertshofen.

## Népesség
| Lakosok száma | 289  | 1043 | 3371 | 4128 | 5293 | 5424 | 5559 | 5662 | 5798 | 5928 |
|               | 1875 | 1950 | 1975 | 1987 | 2012 | 2014 | 2016 | 2017 | 2021 | 2023 |

## Története
A település alapítása a korabeli dokumentumok tanúsága szerint 783 és 789 közé tehető. 1625-ben Johann Mandl, a bajor királyi kincstár elnöke székhelyét Deutenhofenben rendezte be, amelyet 1627-ben I. Miksa király vásárvárosi rangra emelt. A Mandl családnak egyébként jelentős birtokai voltak már korábban is a vidéken. 1654-ben csatolták az akkor még kis falut, Hebertshausent a vásárvároshoz. A Mandl család 1834-ben hagyta el a deutenhofeni kastélyt, amikor a birtokot a von Spreti grófoknak adták el. A von Spretik birtokában volt 1771 óta Unterweilbach is. Az 1818-as bajorországi közigazgatási reform következtében alakult meg a mai község. 1971-ben az addig különálló Ampermochigot is egyesítették Hebertshausennel. 1972-ben Amperpettenbachot és Unterweilbach, 1978-ban pedig Prittlbachot is a községhez csatolták.
1941. szeptember elején az akkori hebertshauseni SS-lőtéren kb. 4000 szovjet hadifoglyot (elsősorban tiszteket, funkcionáriusokat és zsidókat) végeztek ki.

## Népessége
A lakosság számának alakulása:
- 2010. január 1. - 5.356
- 2009. január 1. - 5.324
- 2008. január 1. - 5.264
- 2007. január 1. - 5.200
- 2006. január 1. - 5.209
- 2005. január 1. - 5.178
- 2004. január 1. - 5.135
- 2003. január 1. - 4.999
- 2002. január 1. - 4.849
- 2001. január 1. - 4.791
- 2000. január 1. - 4.800
- 1999. január 1. - 4.762
- 1998. január 1. - 4.769

## Gazdasága
A területén egy olajmező található, egyike a két bajországi olajmezőnek, amelyeket napjainkban is kitermelnek.

## Közlekedés
Hebertshausent érinti a müncheni S-Bahn 2-es vonala.

## Híres szülöttei
- Georg Schallermair (1894–1951), SS-főtörzsőrmester im Außenkommando Mühldorf
- Christoph Hillenbrand (1957. augusztus 31. - ), Felső-Bajorország kormányzója

## Testvértelepülései
- Lókút  Magyarország[9]